# Memphis Open 2017
Il Memphis Open 2017 (anche conosciuto come Memphis Open Presented by ServiceMaster per motivi di sponsorizzazione e precedentemente noto come U.S. National Indoor Tennis Championships) è stato un torneo di tennis che si è giocato sul cemento indoor presso il Racquet Club di Memphis, nel Tennessee. È stata la 116ª edizione del torneo. Il Memphis Open fa parte della categoria ATP Tour 250 nell'ambito dell'ATP World Tour 2017. Il torneo si è giocato fra il 13 e il 19 febbraio 2017.

## Partecipanti

### Teste di serie
| Nazionalità   | Giocatore        | Ranking* | Testa di serie |
| ------------- | ---------------- | -------- | -------------- |
| Croazia       | Ivo Karlović     | 18       | 1              |
| Stati Uniti   | John Isner       | 23       | 2              |
| Stati Uniti   | Sam Querrey      | 27       | 3              |
| Stati Uniti   | Steve Johnson    | 31       | 4              |
| Australia     | Bernard Tomić    | 33       | 5              |
| Francia       | Adrian Mannarino | 56       | 6              |
| Belgio        | Steve Darcis     | 59       | 7              |
| Taipei cinese | Lu Yen-hsun      | 61       | 8              |

* Ranking al 6 febbraio 2017.

### Altri partecipanti
I seguenti giocatori hanno ricevuto una Wild Card per il tabellone principale:
- Jared Donaldson
- Reilly Opelka
- Frances Tiafoe

I seguenti giocatori sono entrati nel tabellone principale passando dalle qualificazioni:

- Matthew Ebden
- Darian King
- Peter Polansky
- Tim Smyczek

Il seguente giocatore è entrato in tabellone come lucky loser:
- Benjamin Becker

## Campioni

### Singolare
Ryan Harrison ha sconfitto in finale  Nikoloz Basilašvili con il punteggio di 6–1, 6–4.
- È il primo titolo in carriera per Harrison.

### Doppio
Brian Baker /  Nikola Mektić hanno sconfitto in finale  Ryan Harrison /  Steve Johnson con il punteggio di 6–3, 6–4.